# Luifel

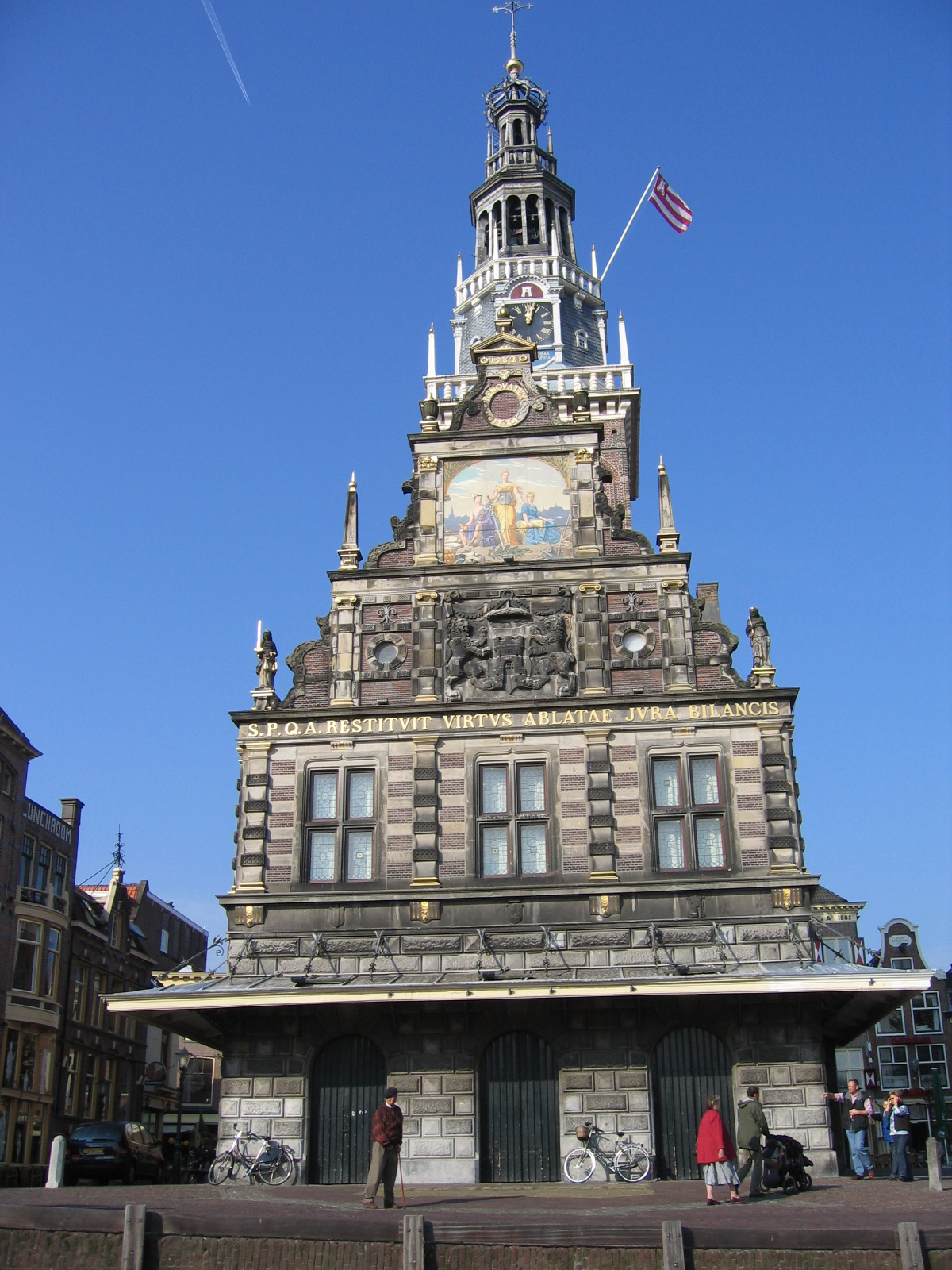
Waaggebouw met luifel (verbouwd tot waag in 1583), Alkmaar

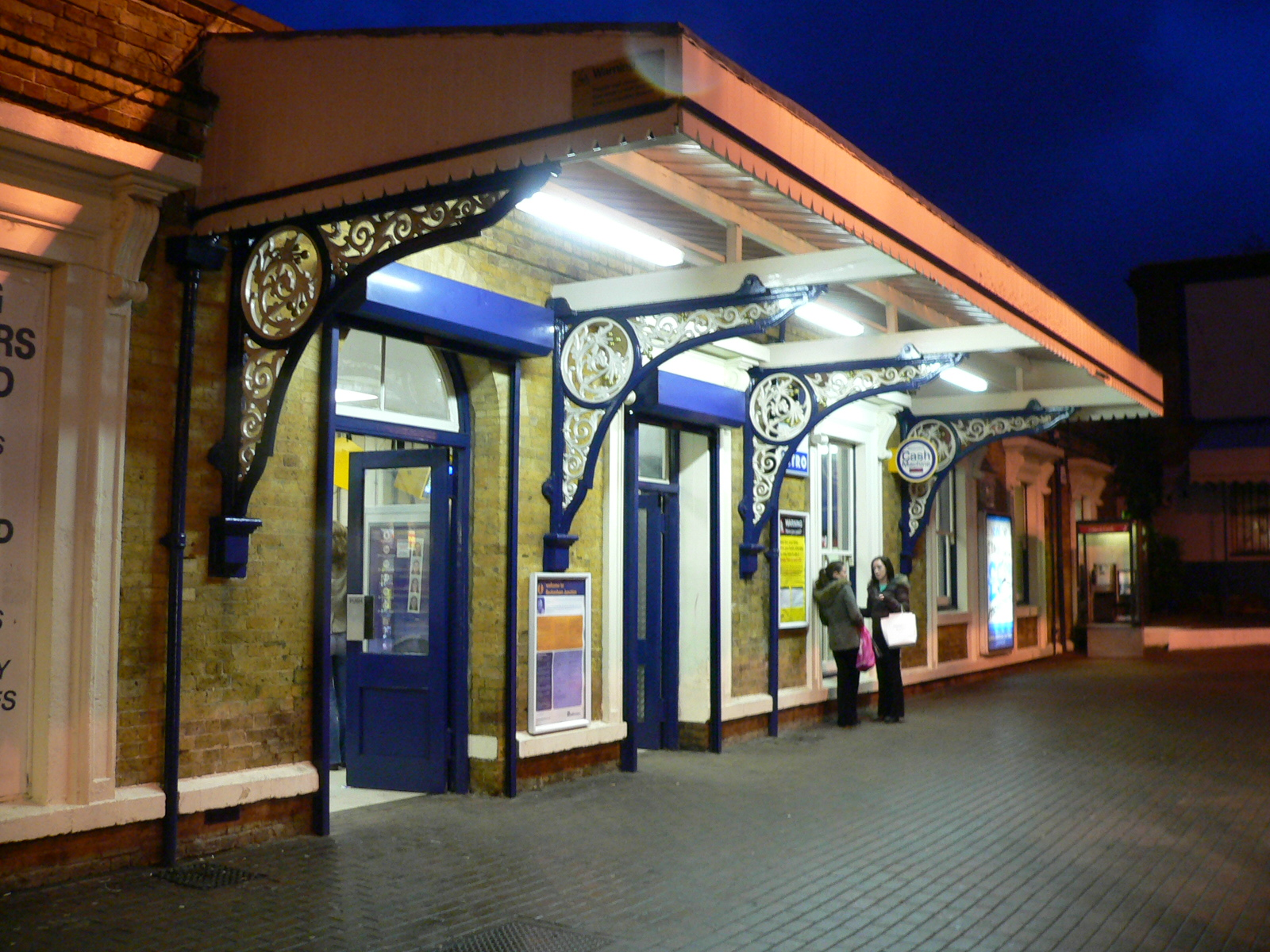
Luifel boven ingang Beckenham Junction treinstation (1857), Engeland

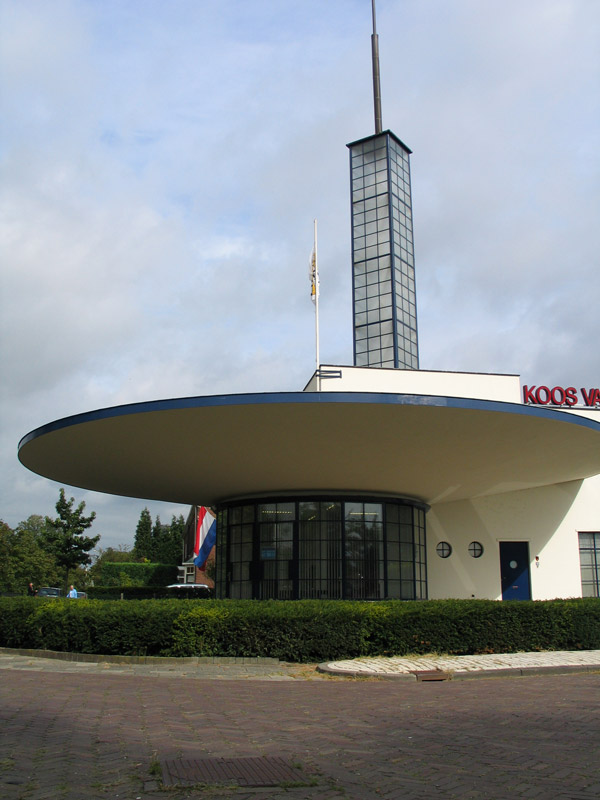
Cirkelvormige luifel van voormalig Benzinestation Auto Palace (1936), Nijmegen.

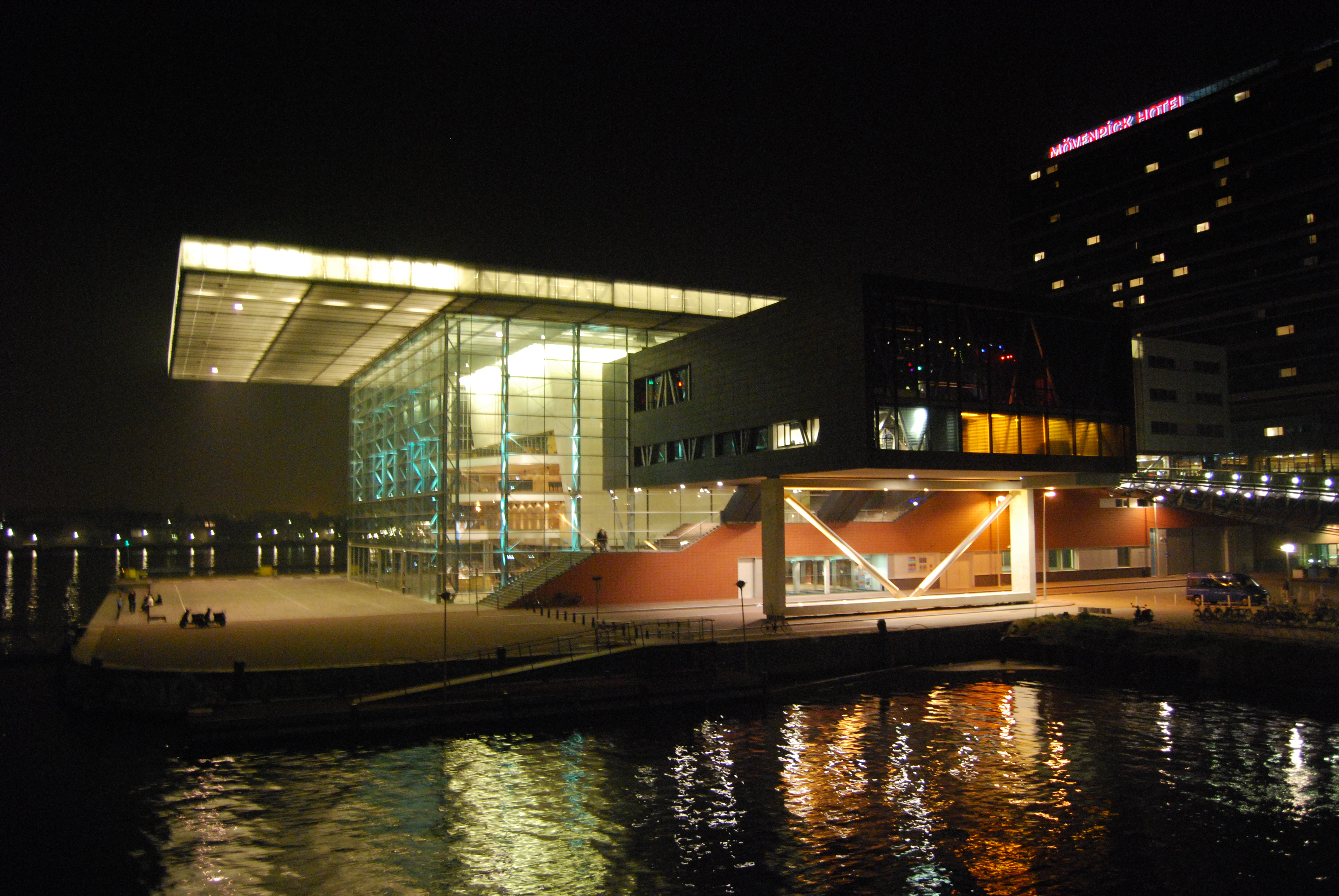
Moderne luifel gevormd door overstekend dak, Muziekgebouw aan 't IJ (2005), Amsterdam.

Een luifel is een element uit de architectuur bestaande uit een dak, dat met de ene horizontale kant aan de buitenzijde van een gebouw is bevestigd, terwijl de daartegenoverliggende zijde vrij dragend is.
De vorm, de afmetingen en het gewicht van een luifel worden begrensd door de bouwkundige mogelijkheden, oftewel het gebouw moet de luifel kunnen dragen en de luifel zijn eigengewicht.
Wanneer luifels worden ondersteund door enkele kolommen is bouwkundig gezien sprake van een overkapping. Ook zonneschermen worden wel aangeduid met de term luifel, met name wanneer deze vast aan een caravan, vouwwagen of tent zijn bevestigd.

## Etymologie
Het woord luifel hangt samen met loof, dat gebladerte van bomen betekent. Het Engelse woord leaf betekent blad. Het Duitse woord Laube betekent gaanderij of is een afkorting van Gartenlaube (prieel of tuinhuisje). Laube is afgeleid van het Duitse woord Laub (loof). Hieruit is af te leiden dat een luifel oorspronkelijk een afdak van bladeren is geweest. In het moderne Duits en Engels bestaat geen apart woord voor het speciale soort afdak dat in het Nederlands met luifel wordt aangeduid.

## Functie
- Een luifel biedt bescherming tegen neerslag en zonlicht (afdakfunctie). 
 Voorbeeld: boven etalages van winkels voorkomt een luifel weerspiegeling door de zon en beschermt de luifel het winkelend publiek tegen regen en sneeuw.
- Een luifel kan de aandacht vestigen op een bepaald gedeelte van de gevel. 
 Voorbeeld: een luifel boven de ingang van grote gebouwen zoals hotels, kantoorgebouwen of stations voorkomt niet alleen inregenen maar geeft duidelijk aan waar de hoofdingang zich bevindt.
- Een luifel kan aangebracht zijn puur ter versiering van het gebouw. Maar het komt vaker voor dat functionele luifels zo worden ontworpen dat ze hun functie combineren met verfraaiing van het gebouw.

## Trivia
- Voor het hebben van luifels boven de openbare weg, zoals bij winkelpanden, is vaak precariobelasting aan de gemeente verschuldigd.